# مجمع صور
يعتبر مجمع صور الأول من أهم المجامع المسكونية والتي قل ما تذكرها المراجع الأرثوذكسية والكاثوليكية. كان المجمع في مدينة صور (335 م) حيث اجتمع الأساقفة بدعوة من الإمبراطور قسطنطين الأول لتحقيق الغرض الرئيسي من تقييم التهم الموجهة لأثناسيوس بطريرك الإسكندرية. رأس المجمع يوسابيوس القيصري بادارة يوسابيوس النيقوميدي.
تم على اثر هذا المجمع ارجاع آريوس من منفاه ونفي أثناسيوس واعتبار . بقي أثناسيوس في منفاه حتى توفي قسطنطين الأول سنة 337 م.

## وصلات خارجية
- First Synod of Tyre First Synod of Tyre